# Уварово (Казахстан)
Ува́рово (каз. Уварово) — село у складі Глибоківського району Східноказахстанської області Казахстану. Входить до складу Іртиського сільського округу.
Населення — 1411 осіб (2021; 1673 у 2009, 1616 у 1999, 1518 у 1989).
Національний склад станом на 1989 рік:
- росіяни — 100 %